# Powiat Iwai
Powiat Iwai (jap. 岩井郡 Iwai-gun) – dawny powiat w Japonii, w prefekturze Tottori.

## Historia

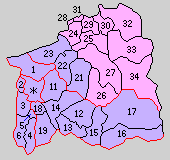
Powiat Iwai (21–34 – 1889 r.)

W pierwszym roku okresu Meiji na terenie powiatu znajdowało się 51 wiosek.
Powiat został założony 12 stycznia 1879 roku. Wraz z utworzeniem nowego systemu administracyjnego 1 października 1889 roku powiat Iwai został podzielony na 14 wiosek: Shihomi, Motoshiomi, Hattori, Ōiwa, Honjō, Takano, Shingū, Ajiro, Uradome, Makidani, Tajiri, Higashi, Iwai i Gamō.
1 kwietnia 1896 roku powiat Iwai został włączony w teren nowo powstałego powiatu Iwami. W wyniku tego połączenia powiat został rozwiązany.